# Angélico Sândalo Bernardino
Angélico Sândalo Bernardino (Saltinho, 19 gennaio 1933 – San Paolo, 15 aprile 2025) è stato un vescovo cattolico brasiliano.

## Biografia
Angélico Sândalo Bernardino nacque il 19 genaio 1933 a Saltinho de Piracicaba e fu ordinato sacerdote il 12 luglio 1959 dall'arcivescovo Luís do Amaral Mousinho per l'arcidiocesi di Ribeirão Preto.
Papa Paolo VI lo nominò il 12 dicembre 1974 vescovo ausiliare di San Paolo e vescovo titolare di Tambee. L'arcivescovo di San Paolo, il cardinale Paulo Evaristo Arns, gli conferì l'ordinazione episcopale il 25 gennaio dell'anno successivo; co-consacranti furono i vescovi ausiliari Benedito de Ulhôa Vieira e José Thurler di San Paolo.
Il 19 aprile 2000 papa Giovanni Paolo II lo nominò primo vescovo della nuova diocesi di Blumenau, eretta nella stessa data con la bolla Venerabiles Fratres. Il 18 febbraio 2009 si ritirò per raggiunti limiti d'età.
Nel maggio 2022 celebrò il secondo matrimonio di Luiz Inácio Lula da Silva.
Morì a San Paolo il 15 aprile 2025 all'età di 92 anni.

## Genealogia episcopale
La genealogia episcopale è:
- Cardinale Scipione Rebiba
- Cardinale Giulio Antonio Santori
- Cardinale Girolamo Bernerio, O.P.
- Arcivescovo Galeazzo Sanvitale
- Cardinale Ludovico Ludovisi
- Cardinale Luigi Caetani
- Cardinale Ulderico Carpegna
- Cardinale Paluzzo Paluzzi Altieri degli Albertoni
- Papa Benedetto XIII
- Papa Benedetto XIV
- Papa Clemente XIII
- Cardinale Bernardino Giraud
- Cardinale Alessandro Mattei
- Cardinale Pietro Francesco Galleffi
- Cardinale Giacomo Filippo Fransoni
- Cardinale Carlo Sacconi
- Cardinale Edward Henry Howard
- Cardinale Mariano Rampolla del Tindaro
- Cardinale Rafael Merry del Val
- Arcivescovo Duarte Leopoldo e Silva
- Arcivescovo Paulo de Tarso Campos
- Cardinale Agnelo Rossi
- Cardinale Paulo Evaristo Arns, O.F.M.
- Vescovo Angélico Sândalo Bernardino